# ナショナル・ボード・オブ・レビュー賞 (1936年)
第8回ナショナル・ボード・オブ・レビュー賞は、1936年12月18日に発表された

## 受賞一覧

### 作品賞(トップ10)
- オペラハット Mr. Deeds Goes to Town
  - 科学者の道 The Story of Louis Pasteur
  - モダン・タイムス Modern Times
  - 激怒 Fury
  - 目撃者 Winterset
  - 腕白時代 The Devil Is a Sissy
  - 無限の青空 Ceiling Zero
  - ロミオとジュリエット Romeo and Juliet
  - 虎鮫島脱獄 The Prisoner of Shark Island
  - 緑の牧場 The Green Pastures

### 外国語映画賞(トップ10)
- 女だけの都 La Kermesse héroïque  フランス
  - 新しき土 The New Earth  ドイツ 日本
  - レンブラント 描かれた人生 Rembrandt  イギリス
  - 幽霊西へ行く The Ghost Goes West  イギリス
  - Nine Days a Queen  イギリス
  - We Are From Kronstadt  ソビエト連邦
  - Son of Mongolia  ソビエト連邦
  - The Yellow Cruise  フランス
  - レ・ミゼラブル Les Misérables  フランス
  - 間諜最後の日 The Secret Agent  イギリス

## 出展
1. ↑  “1936 Award Winners”. 2013年10月13日閲覧。